# Paruline de Barbuda
Setophaga subita
Espèce
Statut de conservation UICN

 NT  : Quasi menacé
La Paruline de Barbuda (Setophaga subita, anciennement Dendroica subita) est une espèce de passereaux appartenant à la famille des Parulidae.

## Distribution

Carte de distribution de l'espèce

Cette espèce est endémique de Barbuda, dans l'état d'Antigua-et-Barbuda.

## Référence
- Riley, 1904 : Catalogue of a collection of birds from Barbuda and Antigua, British West Indies. Smithsonian Miscellaneous Collections, vol. 47, p. 277-291.